# Battaglia di Krücken
La battaglia di Krücken fu uno scontro combattuto nel 1249 nell'ambito della crociata prussiana tra i Cavalieri teutonici e i prussiani, una delle tribù baltiche, che vide prevalere questi ultimi. In termini di perdite subite durante il conflitto, si trattò della quarta più grande sconfitta riportata dai Cavalieri teutonici nel XIII secolo.
Il maresciallo Heinrich Botel radunò uomini da Kulm, Elbing e Balga per una spedizione più in profondità nella Prussia. Giunsero nelle terre dei natangi (una delle tribù prussiane) e saccheggiarono la regione. Sulla via del ritorno furono a loro volta attaccati da un esercito di natangi. I cavalieri si ritirarono nel vicino villaggio di Krücken, a sud di Kreuzburg (oggi Kamenka, a sud di Slavskoe), dove i prussiani esitarono ad attaccare. L'esercito prussiano cresceva con l'arrivo di nuove truppe da territori più distanti, e i cavalieri non avevano rifornimenti a sufficienza per resistere a un assedio.  Pertanto, i cavalieri teutonici contrattarono per la resa; il maresciallo e altri tre cavalieri dovevano rimanere in ostaggio mentre gli altri dovevano deporre le armi.
I natangi ruppero l'accordo e massacrarono 54 cavalieri e una quantità di loro seguaci. Alcuni cavalieri furono giustiziati durante cerimonie religiose o torturati a morte. La testa tagliata di Johann, vice-komtur di Balga, fu esibita con derisione su una lancia. Altri furono riscattati o scambiati, tra cui il maresciallo Botel. Una tale barbarie diede ai Cavalieri teutonici una scusa per non trattare i prussiani come persone civilizzate e onorevoli. I Cavalieri non si arresero mai più ai pagani. I Natangi non sfruttarono la loro vittoria e non eseguirono alcuna campagna che potesse penetrare il territorio amministrato dai teutonici. Ci vollero due anni affinché l'ordine dei crociati recuperasse dalla sconfitta e si vendicasse del massacro.